# La Zone (émission de télévision)
Pour les articles homonymes, voir La Zone.
La Zone est une émission sportive débattant sur divers sujets reliant au sport, animée par Michel Villeneuve à la télévision de Radio-Canada.
Enrico Ciccone, Jocelyn Thibault, Stephane Lebeau, Donald Audette, Eric Fichaud, Eric Desjardins et Gerard Gagnon sont les principaux invités à cette tribune sportive. À l'occasion Jacques Doucet et Benoit Commeau (Bob C) participent à l'émission. 